# مردان گناهکار
مردان گناهکار (به اسپانیایی: Pariente) نام یک فیلم درام کلمبیایی به کارگردانی ایوان دی گائونا محصول ۲۰۱۶ است. این فیلم نماینده کشور کلمبیا در نودمین دوره جوایز اسکار بود. اما نتوانست جزو نامزدان نهایی قرار بگیرد.

## داستان
ماریانا، عشق ابدی ولینگتون، خود را برای ازدواج با رنه آماده می‌کند اما ولینگتون در تلاش است او را منصرف کند. شایعهٔ دزدی و به قتل رسیدن چند نفر در شهر گذشته‌ای تلخ را برای آ نها تداعی می‌کند و در عین حال خانواده جدید ماریانا را هم به خطر می‌اندازد.